# Cypress Hills (metropolitana di New York)
Cypress Hills è una fermata della metropolitana di New York situata sulla linea BMT Jamaica. Nel 2019 è stata utilizzata da 420 647 passeggeri. È servita dalla linea J, attiva 24 ore su 24.

## Storia
La stazione fu aperta il 30 maggio 1893.

## Strutture e impianti
La stazione è posta su un viadotto al di sopra di Jamaica Avenue, ha due binari e due banchine laterali. Il mezzanino, posizionato sotto il piano binari, ospita le scale per accedere alle banchine, i tornelli e le tre scale per il piano stradale, due portano all'incrocio con Crescent Street, una a quello con Autumn Avenue.

## Interscambi
La stazione è servita da alcune autolinee gestite da NYCT Bus.
- Fermata autobus